# Copa Intercontinental 1998
La Copa Intercontinental 1998 fue la 37.ª edición del torneo. Enfrentó al campeón de Europa ante el campeón de Sudamérica.

## Clubes clasificados
Se fueron decidiendo a lo largo de 1998 entre las dos competiciones continentales de mayor historia.
| UEFA (Europa)         |  | Real Madrid   |  | Campeón de la Liga de Campeones de la UEFA (1997-98) |
| CONMEBOL (Sudamérica) |  | Vasco da Gama |  | Campeón de la Copa Libertadores de América (1998)    |

## Sede
| Japón               |          |
| Ciudad              | Estadio  |
| Tokio               | Nacional |
|                     |          |
| 57 363 espectadores |          |

## Desarrollo
En resumen general, el equipo brasilero creó un par más de ocasiones de gol y tuvo algunas ocasiones cuando iban 1-1 que podría haber aprovechado fácilmente para cambiar la historia del partido. Los arqueros Carlos Germano y Bodo Illgner tuvieron buenas actuaciones tapando un par de tiros cada uno, siendo difíciles los cuatro. Cuando el partido era más o menos parejo en el primer tiempo, Roberto Carlos hizo su clásica jugada de desbordar por izquierda (la cual repitió algunas veces), tiró un potente centro de zurda y la pelota se cruzó con la cabeza de Nasa, quien la empujó dentro del arco, descolocando a Germano. En la parte complementaria seguía nivelado, hasta que tras un rebote con posterior atajada de Illgner, un joven Juninho Pernambucano amagó a un defensor, le pegó de lleno con cara externa del pie diestro y anotó un gol espectacular clavándola en el ángulo derecho de Illgner. Luego llegaría la ya mencionada ráfaga del Vasco da Gama, donde dispondría de tres ocasiones clarísimas para poner el 2-1, pero no tuvo puntería. Después de eso el Real Madrid se tomaría un poco de paz: Raúl recibió un perfecto pase de 40 metros de Clarence Seedorf, amagó a dos defensores y con un tiro bajo decretó el 2-1 final, lo que se conoció en la prensa española como el gol del aguanís. Un susto más para el Madrid que Fernando Sanz sacó en la línea, pitido final y victoria 2-1 del Real Madrid.

## Final
| 1          | POR        | Bodo Illgner      |     |
| 2          | DEF        | Christian Panucci |     |
| 5          | DEF        | Manuel Sanchís    |     |
| 19         | DEF        | Fernando Sanz     |     |
| 4          | DEF        | Fernando Hierro   |     |
| 3          | DEF        | Roberto Carlos    |     |
| 6          | MED        | Fernando Redondo  |     |
| 10         | MED        | Clarence Seedorf  |     |
| 11         | MED        | Sávio             | 89' |
| 7          | DEL        | Raúl              |     |
| 8          | DEL        | Predrag Mijatović | 89' |
| Entrenador | Entrenador | Guus Hiddink      |     |

| 1          | POR        | Carlos Germano       |     |
| 2          | DEF        | Vágner               | 75' |
| 3          | DEF        | Odvan                |     |
| 4          | DEF        | Mauro Galvão         |     |
| 6          | DEF        | Felipe               |     |
| 11         | MED        | Nasa                 |     |
| 5          | MED        | Luisinho             | 85' |
| 8          | MED        | Juninho Pernambucano |     |
| 10         | MED        | Ramón                | 88' |
| 7          | DEL        | Osmar Donizete       |     |
| 9          | DEL        | Luizão               |     |
| Entrenador | Entrenador | Antônio Lopes        |     |

| 9  | DEL | Davor Šuker  | 89' |
| 17 | DEL | Robert Jarni | 89' |

| 2  | DEF | Vítor     | 75' |
| 13 | MED | Guilherme | 85' |
| 18 | MED | Válber    | 88' |

| Anotado · Autogol | 25' | Nasa | 1–0 |
| Anotado           | 83' | Raúl | 2–1 |

| Anotado | 56' | Juninho Pernambucano | 1–1 |

| Amonestado | 26' | Fernando Sanz |

| Amonestado | 31' | Felipe |

| Árbitro             | Mario Sánchez     |
| Árbitros asistentes | Halim Abdul Hamid |
| Árbitros asistentes | Keiji Kamiara     |
| Cuarto árbitro      | Hiroyuki Umemoto  |

| 1          | POR        | Bodo Illgner      |     |
| 2          | DEF        | Christian Panucci |     |
| 5          | DEF        | Manuel Sanchís    |     |
| 19         | DEF        | Fernando Sanz     |     |
| 4          | DEF        | Fernando Hierro   |     |
| 3          | DEF        | Roberto Carlos    |     |
| 6          | MED        | Fernando Redondo  |     |
| 10         | MED        | Clarence Seedorf  |     |
| 11         | MED        | Sávio             | 89' |
| 7          | DEL        | Raúl              |     |
| 8          | DEL        | Predrag Mijatović | 89' |
| Entrenador | Entrenador | Guus Hiddink      |     |

| 1          | POR        | Carlos Germano       |     |
| 2          | DEF        | Vágner               | 75' |
| 3          | DEF        | Odvan                |     |
| 4          | DEF        | Mauro Galvão         |     |
| 6          | DEF        | Felipe               |     |
| 11         | MED        | Nasa                 |     |
| 5          | MED        | Luisinho             | 85' |
| 8          | MED        | Juninho Pernambucano |     |
| 10         | MED        | Ramón                | 88' |
| 7          | DEL        | Osmar Donizete       |     |
| 9          | DEL        | Luizão               |     |
| Entrenador | Entrenador | Antônio Lopes        |     |

| 9  | DEL | Davor Šuker  | 89' |
| 17 | DEL | Robert Jarni | 89' |

| 2  | DEF | Vítor     | 75' |
| 13 | MED | Guilherme | 85' |
| 18 | MED | Válber    | 88' |

| Anotado · Autogol | 25' | Nasa | 1–0 |
| Anotado           | 83' | Raúl | 2–1 |

| Anotado | 56' | Juninho Pernambucano | 1–1 |

| Amonestado | 26' | Fernando Sanz |

| Amonestado | 31' | Felipe |

| Árbitro             | Mario Sánchez     |
| Árbitros asistentes | Halim Abdul Hamid |
| Árbitros asistentes | Keiji Kamiara     |
| Cuarto árbitro      | Hiroyuki Umemoto  |

|                           |
| Bandera de España         |
| Campeón Real Madrid C. F. |
| 2.do título               |